# Casper von Folsach
Casper von Folsach (eller bare Casper Folsach, født 30. marts 1993 i Gentofte) er en tidligere dansk cykelrytter. Han konkurrerede i landevejscykling og i banecykling. Han deltog for Danmark ved OL i London 2012 og i 2016 i 4000 meter holdforfølgelsesløb og vandt OL-bronze i 2016.
Andre resultater er bl.a. et dansk mesterskab i individuelt forfølgelsesløb for juniorer i 2010 samt i holdforfølgelsesløb ligeledes for juniorer i 2011. På landevejen blev han samme år dansk mester i holdløbet samt på enkelstarten for juniorer. Ligeledes i 2011 kørte han med om seniormesterskaberne på bane, og her vandt han bronze i såvel individuelt forfølgelsesløb som scratch og 1000 m på tid.
Det danske hold kvalificerede sig til OL i forfølgelsesløbet med en syvendeplads ved VM i 2012. Oprindeligt var Folsach udtaget som reserve til holdet, men da Alex Rasmussen kort før OL fik karantæne, gled Folsach ind på holdet som erstatning.
I 2016 vandt Folsach EM-guld i dernypace på hjemmebanen i Ballerup Super Arena.